# Jean Poiret
Jean Poiret, pseudonimo di Jean-Gustave Poiré (Parigi, 17 agosto 1926 – Suresnes, 14 marzo 1992), è stato un attore e sceneggiatore francese.

## Biografia
Figlio unico di Georges Louis Poiré e Anne-Marie Maistre, trascorse la sua infanzia a Villejuif. 
Dopo gli studi presso l'École de la rue Blanche prese parte al serial radiofonico di Pierre Dac e Francis Blanche Malheur aux barbus, trasmessa dal 15 ottobre 1951 al 19 giugno 1952 e nella quale interpretava il personaggio di "Fred Transport".
In quel periodo conobbe Michel Serrault a un'audizione al Théâtre Sarah Bernhardt, formando una coppia comica che debuttò l'11 gennaio 1953 al cabaret «Le Tabou» con lo sketch Jerry Scott, vedette internationale.
Per il cinema debuttò nel 1953 nella pellicola Fate largo ai moschettieri! (Les 3 Mousquetaires) di André Hunebelle, ma divenne famoso nel 1955 con Mademoiselle Pigalle (Cette sacrée gamine), al fianco di Brigitte Bardot e Michel Serrault. Recitò con i registi più famosi: Sacha Guitry, Jean-Pierre Mocky, Michel Boisrond, François Truffaut, Claude Chabrol e Claude Pinoteau.
Continuò a interpretare film, in particolare con Jean-Pierre Mocky, in Il cielo chiude un occhio, La grande frousse e Il miracolo (1987), ultima volta con l'amico Serrault. Impegnato principalmente in commedie minori, si ricordano comunque le sue interpretazioni in film di successo: Un elmetto pieno di... fifa (Le Mur de l'Atlantique), La Gueule de l'autre, Il 7° bersaglio, con Lino Ventura, e L'ultimo metrò. 
Claude Chabrol gli offrì il ruolo principale in due film: Una morte di troppo (Poulet au vinaigre, 1985) e L'ispettore Lavardin (1986), ai quali fece seguito la serie televisiva Les Dossiers de l'inspecteur Lavardin.
Per la sua prima e unica regia cinematografica adattò un romanzo di Alexandre Jardin, Lo Zebra, interpretato da sua moglie Caroline Cellier e da Thierry Lhermitte. Morì tre mesi prima dell'uscita del film.
Grande figura del teatro di boulevard, scrisse e interpretò diverse opere teatrali di successo, le più note delle quali furono La Cage aux folles, Joyeuses Pâques e L'anatra all'arancia (Le Canard à l'orange), di cui riscrisse i dialoghi.
Sceneggiò per il cinema La Cage aux Folles – in Italia uscì con i titolo Il vizietto – che nel 1980 venne candidato al Premio Oscar alla migliore sceneggiatura non originale. 

### Vita privata
Sposò in prime nozze la scrittrice Françoise Dorin (1928-2018), da cui ebbe una figlia, Sylvie, nata nel 1960.
Fu compagno dell'attrice Caroline Cellier, conosciuta sul set de La Tête du client (1965), sposata nel 1989, dalla quale ebbe un figlio, Nicolas, nel 1978.
Mentre progettava di riprendere La Cage aux Folles nel 1993 con Michel Serrault per una serie di cento repliche, morì di infarto il 14 marzo 1992 all'Hôpital Foch di Suresnes all'età di 65 anni.
È sepolto accanto a Caroline Cellier nel cimitero di Montparnasse (divisione 4).

## Filmografia

### Cinema
- Fate largo ai moschettieri! (Les 3 Mousquetaires), regia di André Hunebelle (1953)
- Mademoiselle Pigalle (Cette sacrée gamine), regia di Michel Boisrond (1956)
- La vie est belle, regia di Roger Pierre e Jean-Marc Thibault (1956)
- Assassins et voleurs, regia di Sacha Guitry (1956)
- La Terreur des dames, regia di Jean Boyer (1956)
- Adorables démons, regia di Maurice Cloche (1957)
- Le naïf aux 40 enfants, regia di Philippe Agostini (1957)
- Clara et les méchants, regia di Raoul André (1958)
- Nina, regia di Jean Boyer (1959)
- Il giovane leone (Oh! Qué mambo), regia di John Berry (1959)
- Vous n'avez rien à déclarer?, regia di Clément Duhour (1959)
- Messieurs les ronds de cuir, regia di Henri Diamant-Berger (1959)
- La francese e l'amore (La française et l'amour), registi vari (1960) – episodio "Le divorce"
- Candido o l'ottimismo nel XX secolo (Candide ou l'optimisme au XXe siècle), regia di Norbert Carbonnaux (1960)
- Ma femme est une panthère, regia di Raymond Bailly (1961)
- Auguste, regia di Pierre Chevalier (1961)
- Le parigine (Les Parisiennes), registi vari (1962) – episodio "Antonia"
- C'est pas moi, c'est l'autre, regia di Jean Boyer (1962)
- La gamberge, regia di Norbert Carbonnaux (1962)
- La moglie addosso (Comment réussir en amour), regia di Michel Boisrond (1962)
- Le quattro verità (Les quatre vérités), registi vari (1962) – episodio "Le corbeau et le renard"
- Le vergini (Les vierges), regia di Jean-Pierre Mocky (1963)
- Il cielo chiude un occhio (Un drôle de paroissien), regia di Jean-Pierre Mocky (1963)
- La foire aux cancres (Chronique d'une année scolaire), regia di Louis Daquin (1963)
- Jaloux comme un tigre, regia di Darry Cowl (1964)
- Les durs à cuire ou Comment supprimer son prochain sans perdre l'appétit, regia di Jacques Pinoteau (1964)
- La grande frousse, regia di Jean-Pierre Mocky (1964)
- Les Baratineurs, regia di Francis Rigaud (1965)
- Le petit monstre, regia di Jean-Paul Sassy (1965)
- La bonne occase, regia di Michel Drach (1965)
- La tête du client, regia di Jacques Poitrenaud (1965)
- La Bourse et la Vie, regia di Jean-Pierre Mocky (1966)
- Le grand bidule, regia di Raoul André (1967)
- La contestazione del tubo (La grande lessive (!)), regia di Jean-Pierre Mocky (1968)
- Ces messieurs de la famille, regia di Raoul André (1968)
- Trois hommes sur un cheval, regia di Marcel Moussy (1969)
- Aux frais de la princesse, regia di Roland Quignon (1969)
- Un elmetto pieno di... fifa (Le mur de l'Atlantique), regia di Marcel Camus (1970)
- Ces messieurs de la gâchette, regia di Raoul André (1970)
- Qu'est-ce qui fait courir les crocodiles?, regia di Jacques Poitrenaud (1971)
- Il vizietto dell'onorevole (La gueule de l'autre), regia di Pierre Tchernia (1979)
- L'ultimo metrò (Le dernier métro), regia di François Truffaut (1980)
- Que les gros salaires lèvent le doigt!, regia di Denys Granier-Deferre (1982)
- Il 7° bersaglio (La 7ème cible), regia di Claude Pinoteau (1984)
- Una morte di troppo (Poulet au vinaigre), regia di Claude Chabrol (1985)
- La vera storia della rivoluzione francese (Liberté, égalité, choucroute), regia di Jean Yanne (1985)
- Io odio gli attori (Je hais les acteurs), regia di Gérard Krawczyk (1986)
- L'ispettore Lavardin (Inspecteur Lavardin), regia di Claude Chabrol (1986)
- Il miracolo (Le miraculé), regia di Jean-Pierre Mocky (1987)
- La petite amie, regia di Luc Béraud (1988)
- Una notte in... camera (Une nuit à l'Assemblée Nationale), regia di Jean-Pierre Mocky (1988)
- Corentin, ou Les infortunes conjugales, regia di Jean Marboeuf (1988)
- Les saisons du plaisir, regia di Jean-Pierre Mocky (1988)
- Lacenaire, regia di Francis Girod (1990)
- Sisi und der Kaiserkuß, regia di Christoph Böll (1991)
- Sup de fric, regia di Christian Gion (1992)

### Televisione
- Ce qu'a vu le vent d'est, regia di Marcel L'Herbier – film TV (1954)
- Mon bébé, regia di Marcel Cravenne – film TV (1956)
- L'habit vert, regia di Marcel Cravenne – film TV (1957)
- L'anglais tel qu'on le parle, regia di Marcel Cravenne – film TV (1959)
- On purge bébé, regia di Marcel Bluwal – film TV (1961)
- Teuf-teuf, regia di Georges Folgoas – film TV (1963)
- Palpitations, regia di Marcel Moussy – film TV (1966)
- Les fables de La Fontaine – serie TV, 1 episodio (1966)
- La parisienne, regia di Jean Kerchbron – film TV (1967)
- Au théâtre ce soir – serie TV, 2 episodi (1967-1968)
- Aujourd'hui à Paris, regia di Pierre Tchernia – film TV (1972)
- Le ciel de lit, regia di Jeannette Hubert – film TV (1974)
- Emmenez-moi au théâtre: Le canard à l'orange, regia di André Flédérick – film TV (1979)
- L'hôtel du libre-échange, regia di Guy Séligmann – film TV (1979)
- Les clients, regia di Yannick Andréi – film TV (1988)
- Les dossiers secrets de l'Inspecteur Lavardin – serie TV (1988-1990)
- Rumeurs, regia di André Flédérick – film TV (1992)

### Cortometraggi
- Ça aussi c'est Paris, regia di Maurice Cloche (1957)
- La revue des feuilletons (1963) - Serie di cortometraggi, episodio L'art et la manière de faire des feuilletons à la télévision
- Mister Mocky (1991) - Serie, episodio La méthode Barnol

## Teatro

### Autore
- Sacré Léonard di Jean Poiret e Michel Serrault, regia di André Puglia, Parigi, théâtre Fontaine (1963)
- Opération Lagrelèche, testo e regia di Jean Poiret e Michel Serrault, Parigi, théâtre Fontaine (1966)
- Les Grosses Têtes di Jean Poiret e Michel Serrault, regia di Jean Poiret e René Dupuy, Parigi, théâtre de l'Athénée (1969)
- Douce-amère di Jean Poiret, regia di Jacques Charon, Parigi, théâtre de la Renaissance (1970)
- Il était une fois l'opérette, rivista musicale di Jean Poiret e Dominique Tirmont, regia di Claude Jourdan, Parigi, théâtre du Palais-Royal (1972)
- La Cage aux folles di Jean Poiret, regia di Pierre Mondy, Parigi, théâtre du Palais-Royal (1973)
- L'Impromptu de Marigny di Jean Poiret, regia di Jacques Charon, Parigi, Comédie-Française (1974)
- Féfé de Broadway di Jean Poiret, regia di Pierre Mondy, Parigi, théâtre des Variétés (1977)
- Joyeuses Pâques di Jean Poiret, regia di Pierre Mondy, Parigi, théâtre du Palais-Royal (1980)
- Tailleur pour dames di Georges Feydeau, adattamento di Jean Poiret, regia di Bernard Murat, Parigi, théâtre des Bouffes-Parisiens (1985)
- Les Clients di Jean Poiret, regia di Bernard Murat, Parigi, théâtre Édouard-VII (1986)
- C'est encore mieux l'après-midi di Ray Cooney, adattamento di Jean Poiret, regia di Pierre Mondy, Parigi, théâtre des Variétés (1987)
- La Présidente di Maurice Hennequin e Pierre Veber, adattamento di Jean Poiret, regia di Pierre Mondy, Parigi théâtre des Variétés (1989)
- Trois partout di Ray Cooney e Tony Hilton, adattamento di Jean Poiret, regia di Pierre Mondy, Parigi, théâtre des Variétés (1990)
- Rumeurs di Neil Simon, adattamento di Jean Poiret, regia di Pierre Mondy, Parigi, théâtre du Palais-Royal (1991)
- Sans rancune di Sam Bobrick e Ron Clark, adattamento di Jean Poiret, regia di Pierre Mondy, Parigi théâtre du Palais-Royal (1992)

### Attore
- À cheval sur la mer - L'Ombre de la ravine di John Millington Synge, regia di André Brut, Parigi, théâtre Gustave-Doré (1944)
- Le Dépit amoureux di Molière, regia di Yves Jedvabe, Parigi, théâtre Moncey (1946)
- L'Ami de la famille di Jean Sommet, regia di Bernard Blier, Parigi, Comédie-Caumartin (1955)
- Monsieur Masure di Claude Magnier, regia di Claude Barma, Parigi, Teatro dei Celestini (1958)
- Le Train pour Venise di Louis Verneuil e Georges Berr, regia di Jacques Charon, Parigi, Teatro Michel (1959)
- La Coquine di André Roussin, regia di Jean Meyer, Parigi, théâtre du Palais-Royal (1961)
- Sacré Léonard di Jean Poiret e Michel Serrault, regia di André Puglia, Parigi, théâtre Fontaine (1963)
- Fleur de cactus di Pierre Barillet et Jean-Pierre Gredy, regia di Jacques Charon, Parigi, théâtre des Bouffes-Parisiens (1964)
- Opération Lagrelèche, testo e regia di Jean Poiret e Michel Serrault, Parigi, théâtre Fontaine (1966)
- Les Grosses Têtes, di Jean Poiret e Michel Serrault, regia di Jean Poiret e René Dupuy, Parigi, théâtre de l'Athénée (1969)
- Le Vison voyageur di Ray Cooney e John Chapman, regia di[Jacques Sereys, Parigi, Teatro del Ginnasio (1969)
- Douce-amère di Jean Poiret, regia di Jacques Charon, Parigi, théâtre de la Renaissance (1970)
- Le Canard à l'orange di William Douglas-Home, regia di Pierre Mondy, Parigi, Teatro del Ginnasio (1971)
- La Cage aux folles di Jean Poiret, regia di Pierre Mondy, Parigi, théâtre du Palais-Royal (1973)
- Joyeuses Pâques di Jean Poiret, regia di Pierre Mondy, Parigi, théâtre du Palais-Royal (1980); Parigi, théâtre Édouard-VII (1983)
- Les Clients di Jean Poiret, regia di Bernard Murat, Parigi, théâtre Édouard-VII (1986)
- Rumeurs di Neil Simon, adattamento di Jean Poiret, regia di Pierre Mondy, Parigi, théâtre du Palais-Royal (1991)

## Doppiatori italiani
- Pino Locchi in Il giovane leone
- Oreste Rizzini in L'ultimo metrò